# Грб Источне Илиџе
Грб Источне Илиџе је званични грб српске општине Источна Илиџа. Грб је усвојен 31. августа 2005. године.
Симбол општине је грб у облику средњовјековног штита са садржајним елементима, који одступају од хералдистичких правила и подсјећају на општинске амблеме из комунистичког периода.

## Опис грба
Грб Источне Илиџе је у облику штита обојеног у нијансиране тонове црвене, плаве и бијеле боје, обрубљен златним оквиром и подјељеним златним крстом. У првом пољу су приказани обриси Храма Светог Василија Острошког на Вељинама (Добриња). У другом пољу је градска визура с небодерима од којих је један означен знаком црвеног грчког крста (симболизује болницу у Касиндолу). Треће поље подијељено је назубљеном линијом која представља планину Игман и таласастом линијом. У четвртом пољу је стећак са плавим правоугаоником који садржи крст окружен с четири црвена лика у бијелим пољима. Преко свега из трећег поља је лик Светог Ђорђа на коњу који убија аждаху. На златној ленти испод штита исписано је пуно име општине: „Општина Источна Илиџа“.